# Cocaïne

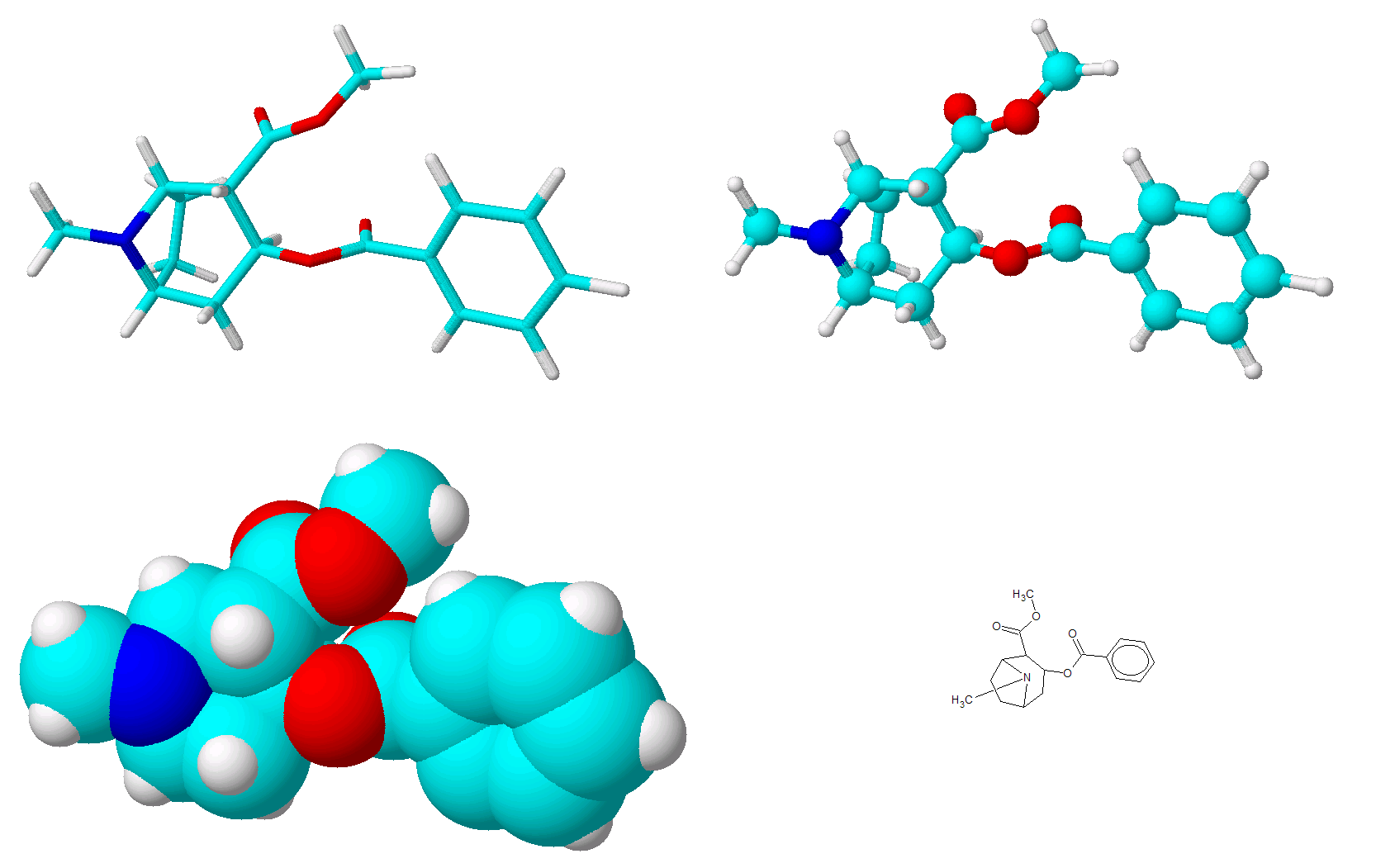
Chemische structuur van cocaïne

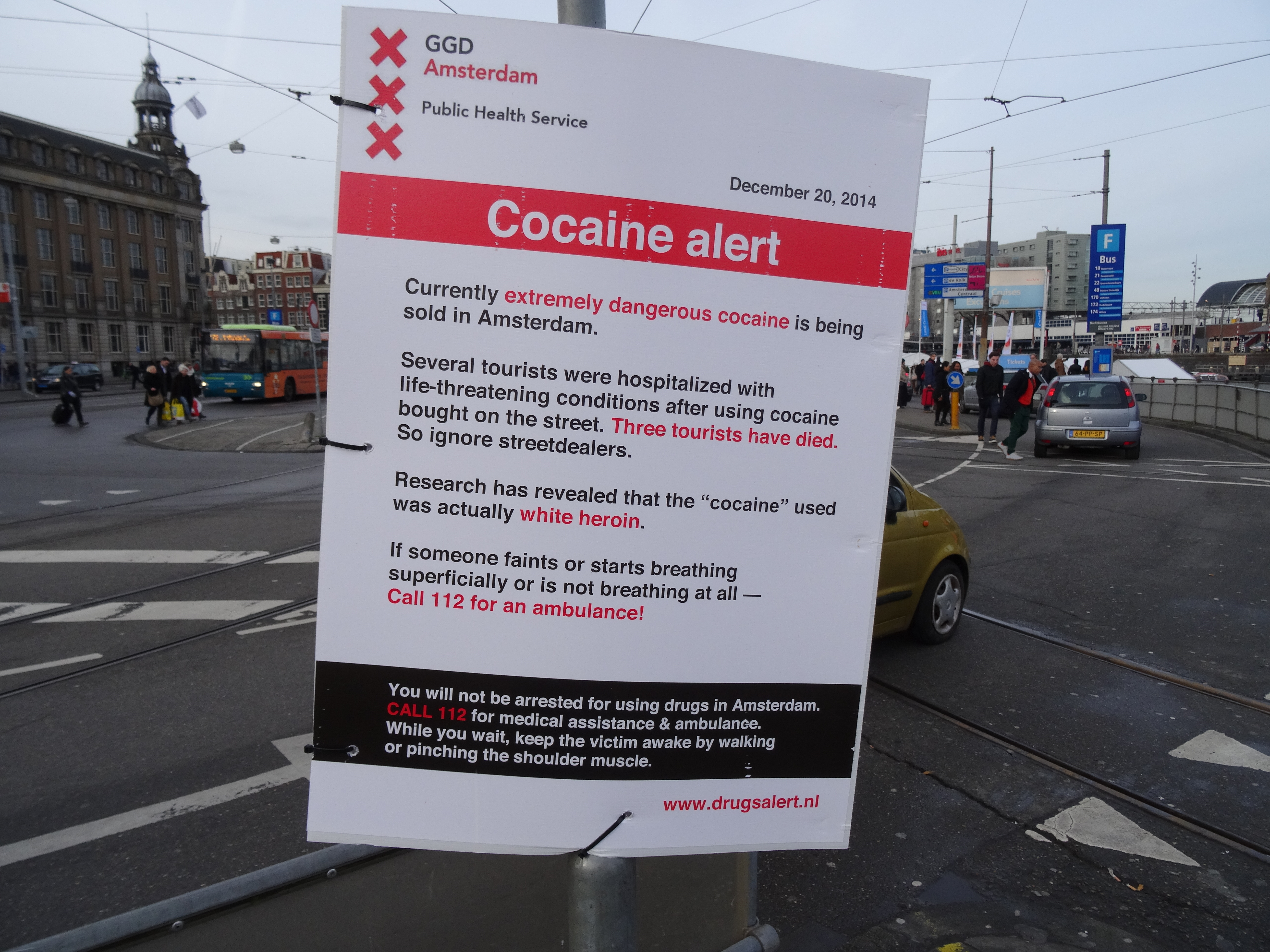
Nadat er drie doden waren gevallen door 'witte heroïne' op straat verkocht als cocaïne werd in Amsterdam een 'Cocaïne alert' uitgevaardigd

Cocaïne, of benzoyl-methyl-ecgonine, ook wel coke genoemd, is een stimulerend middel dat behoort tot de alkaloïden. Het is een verslavende en zeer schadelijke harddrug. Cocaïne is een van de drugs die oorspronkelijk op de markt werden gebracht als geneesmiddel. Het kan worden gesnoven, gerookt, of geïnjecteerd.  De mentale gevolgen van cocaïnegebruik zijn onder andere euforie direct na inname, gevolgd door een verminderd contact met de werkelijkheid en/of sterke rusteloosheid. Lichamelijke gevolgen zijn onder meer een verhoogde hartslag, transpiratie en verwijde pupillen. Hoge doses kunnen leiden tot een verhoogde bloeddruk en verhoogde lichaamstemperatuur. De effecten treden enkele seconden tot enkele minuten na inname op en kunnen tussen de vijf en de negentig minuten aanhouden.
Cocaïne blokkeert de heropname van drie soorten neurotransmitters: dopamine, (betrokken bij beloning en motivatie), serotonine, (betrokken bij stemming en emoties), en noradrenaline (betrokken bij opwinding en energie). Er ontstaat een grotere concentratie van deze drie neurotransmitters in de synaptische spleet in de hersenen. Dopamine creëert een gevoel van genot en geluk. Noradrenaline zorgt voor alertheid. Serotonine versterkt de zintuiglijke waarneming, het geheugen, een positieve stemming, de slaap en seksuele verlangens. Dit zorgt voor een gevoel dat erg verslavend kan werken, omdat het sterker is dan de natuurlijke dopamine-afgifte bij normale plezierige activiteiten. Door herhaaldelijk gebruik kan het systeem zich aanpassen, waardoor er meer nodig is voor hetzelfde, plezierige effect. Een verstoring van het natuurlijke beloningssysteem kan leiden tot geestelijke ontwenningsverschijnselen. Al na het eerste gebruik kan iemand verslaafd raken, 5-6% binnen 2 jaar, 15% binnen 10 jaar.
Veelvuldig gebruik vergroot de kans op beroertes, hartinfarcten, longklachten bij mensen die het roken, bloedvergiftiging, en hartstilstand. Daarnaast kan het ervoor zorgen dat iemand minder plezier kan ervaren en zich erg moe gaat voelen. Cocaïne kan de bloed-hersenbarrière gemakkelijk passeren en kan de barrière zelfs aantasten.
Cocaïne komt voor in de natuur en wordt geëxtraheerd uit de bladeren van de cocaplant. Deze plant groeit voornamelijk in Zuid-Amerika. Naar schatting gaat er in de Verenigde Staten 100 tot 500 miljard dollar per jaar om in de zwarte markt. In Nederland ligt dit naar schatting boven de 1 miljard euro per jaar.
In Nederland wordt cocaïne nog sporadisch gebruikt als oogdruppel. Andere benamingen in onder andere straattaal zijn ook wel sos, taf, sosa, sneeuw, wit, yayo, kabouterpost.

## Farmacie
Cocaïne in de puurste vorm is een parelwit product. Cocaïne in poedervorm is een zout, veelal cocaïnehydrochloride (CAS 52-21-4). Cocaïne voor recreatief gebruik is meestal versneden met poeders als bakpoeder, melkpoeder en suikers zoals lactose, glucose, inositol en mannitol; soms wordt het gemengd met lokale anesthetica waaronder lidocaïne of benzocaïne. Cocaïne wordt industrieel gewonnen uit de cocaplant door middel van een chemisch proces, waarbij ecgonine wordt veresterd. In een blad zit gemiddeld 0,1% tot 0,9% grondstof voor cocaïne; de hoogste percentages worden gewonnen uit planten die hoog groeien.

## Medisch gebruik van cocaïne
Zuivere cocaïne wordt in de geneeskunde gebruikt als lokaal anestheticum, onder meer in de KNO-heelkunde. Het wordt bijvoorbeeld als een 10% oplossing op het neusslijmvlies aangebracht. Het slijmvlies is na circa 10 minuten volledig gevoelloos, zodat onder deze plaatselijke verdoving in de neus geopereerd kan worden. Zo kan het neustussenschot recht worden gezet of neuspoliepen worden verwijderd. Bijkomende voordelen zijn dat de bloedvaten van het neusslijmvlies onder invloed van cocaïne vernauwen zodat de ingreep minder bloederig is, en dat het slijmvlies slinkt waardoor er meer ruimte komt. De stof wordt uitgebreid omgezet in de lever. Slechts 1% wordt onveranderd uitgeplast. Bij rioolmetingen wordt dan ook getest op het afbraakproduct benzoylecgonine.

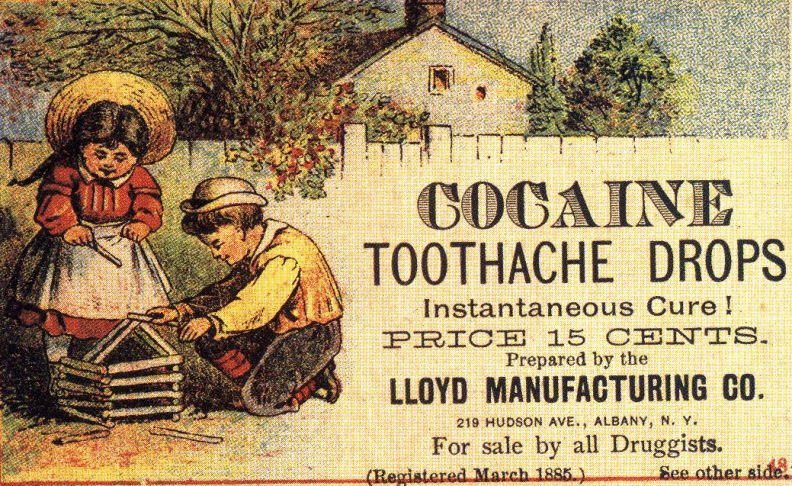
Advertentie voor cocaïne-tanddruppels

## Recreatief gebruik van cocaïne
In zuivere vorm heeft cocaïne een sterk stimulerend effect. Cocaïne wordt meestal gebruikt in het uitgaanscircuit, veelal door de neus geïnhaleerd ('coke snuiven') en vaak in een groep om door te gaan met feesten. Cocaïne wordt ook gebruikt door mensen die een grote lichamelijke prestatie moeten leveren. Cocaïne is een vrij dure drug ('yuppendrug').
De inademingslucht in de neus koelt het bloed, dat via de neus naar de hersenen gaat. De opgesnoven drugs worden door de slijmvliezen snel opgenomen, en veroorzaken een snelle high in het brein.
Geschat wordt dat in 2023 ongeveer 6.1% van de Nederlanders (>12 jaar) ooit cocaïne heeft gebruikt, 1,7% het afgelopen jaar cocaïne en afgelopen maand 0,7%. In het uitgaanscircuit is gebruik stukken hoger: Onder uitgaanders (16-35 jaar) zegt 43.6% aan ooit te hebben gebruikt, 33.5% het afgelopen jaar en 15,2% de afgelopen maand.. De omzet van de illegale verkoop werd voor Nederland over 2019 geschat op 6,8 miljard.

## Gezondheidseffecten

Belangrijkste bijwerkingen van chronisch gebruik van cocaïne.

Schadelijkheid en afhankelijkheid van cocaïne grafisch uitgebeeld, in vergelijking met verschillende andere soorten drugs.

### Crack: drang naar nieuwe high
Crack is met ammonia of een andere base bewerkte cocaïne, die gerookt kan worden met zowel basepijp, of op aluminiumfolie, genaamd chinezen, zoals bij heroïne. Crack wordt gekookte coke (base), crack, free base, zuivere coke, schone coke, bori, rock of simpelweg wit genoemd. Van cocaïnehydrochloride kan een 'base' gemaakt worden door toevoeging van natriumbicarbonaat of ammonia. Het gebruik op deze manier geeft een zeer sterke high. Anders dan bij het roken van heroïne is crack binnen een kwartier tot een uur uitgewerkt en ontstaat er een sterke drang naar een nieuwe roes. Cocaïne zorgt niet voor lichamelijke afhankelijkheid, maar voor geestelijke, met name bij basecoke is dit zeer sterk. Samen met heroïne wordt crack vaak als een van de meest verslavende drugs gezien. Cocaïne kan ook geinjecteerd worden. Dit geeft een sterke maar korte high, waarbij het risico van overdosering groot is. Het aantal personen in de drie grootste steden van Nederland die aan deze vorm verslaafd waren werd in 2017 geschat op 6.659 

### Effecten op de slokdarm en de maag
Gesnoven cocaïne kan bij gebruikers via de keelholte in de slokdarm en vervolgens ook in de maag belanden en daar het slijmvlies aantasten en inwendige bloedingen veroorzaken die niet onmiddellijk opgemerkt worden. De daaraan voorafgaande symptomen zijn vaak pijn aan het strottenhoofd, vervolgens de hik en braakneigingen. Het braaksel is dan doorgaans een onwelriekende bruinzwarte verbinding van bloed en maagzuur. Een bloeding aan de slokdarm of maagwand die niet vanzelf stelpt kan dodelijk aflopen. Slokdarmbloedingen kunnen echter ook worden veroorzaakt door slokdarmspataderen.

### Effecten op de longen
Het gebruik van crack kan in zeldzame gevallen aanleiding geven tot het ontstaan van een "crack lung" ("crack long"). Symptomen die hierbij voorkomen zijn bloed ophoesten, zuurstoftekort en klaplong. In geval van longfalen is kunstmatige beademing noodzakelijk.

### Effecten op het hart
Cocaïne versnelt de hartslag en verhoogt de bloeddruk in dosis-afhankelijke mate. Tevens zorgt het ervoor dat het hart krachtiger samentrekt. Deze drie factoren leiden ertoe dat het hart zwaarder belast wordt. In de Verenigde Staten meldden zich in 2005 180.000 mensen op de spoedafdeling van een ziekenhuis in verband met pijn op de borst na cocaïnegebruik. Zo'n 0,7-6% van deze mensen kreeg een hartinfarct. Opvallend is de lage leeftijd van deze groep mensen met een hartinfarct: gemiddeld 38 jaar. De hartklachten kunnen al na 1 minuut optreden, maar ook na 4 dagen nog voorkomen. Daarbij dient er rekening gehouden te worden met het feit dat het hartinfarct zo klein kan zijn, dat er ook een 'stil hartinfarct' kan ontstaan, waar de gebruiker niks van merkt. Als er dus geen klachten zijn betekent dat niet dat het gebruik geen negatief effect op het hart heeft gehad. Het eerste uur na cocaïnegebruik heeft men een 24 maal hoger risico op het krijgen van een hartinfarct, vergeleken met de gemiddelde bevolking.

## Verslavingszorg
In 2015 waren 7.300 mensen in behandeling voor primaire verslaving aan cocaïne, waarvan 16% nieuwkomers. Ongeveer 45% is verslaafd aan crack. 62% heeft ook een secundaire verslaving, vooral alcohol (33%), opiaten (28%) en cannabis (19%). Cocaïne is ook vaak een secundaire verslaving, meestal worden dan opiaten (46%) of alcohol (36%) als primaire verslaving genoemd. Jaarlijks sterven in Nederland ongeveer 26 mensen aan de directe gevolgen van cocaïnegebruik.

## Effecten van cocateelt op samenleving en natuur

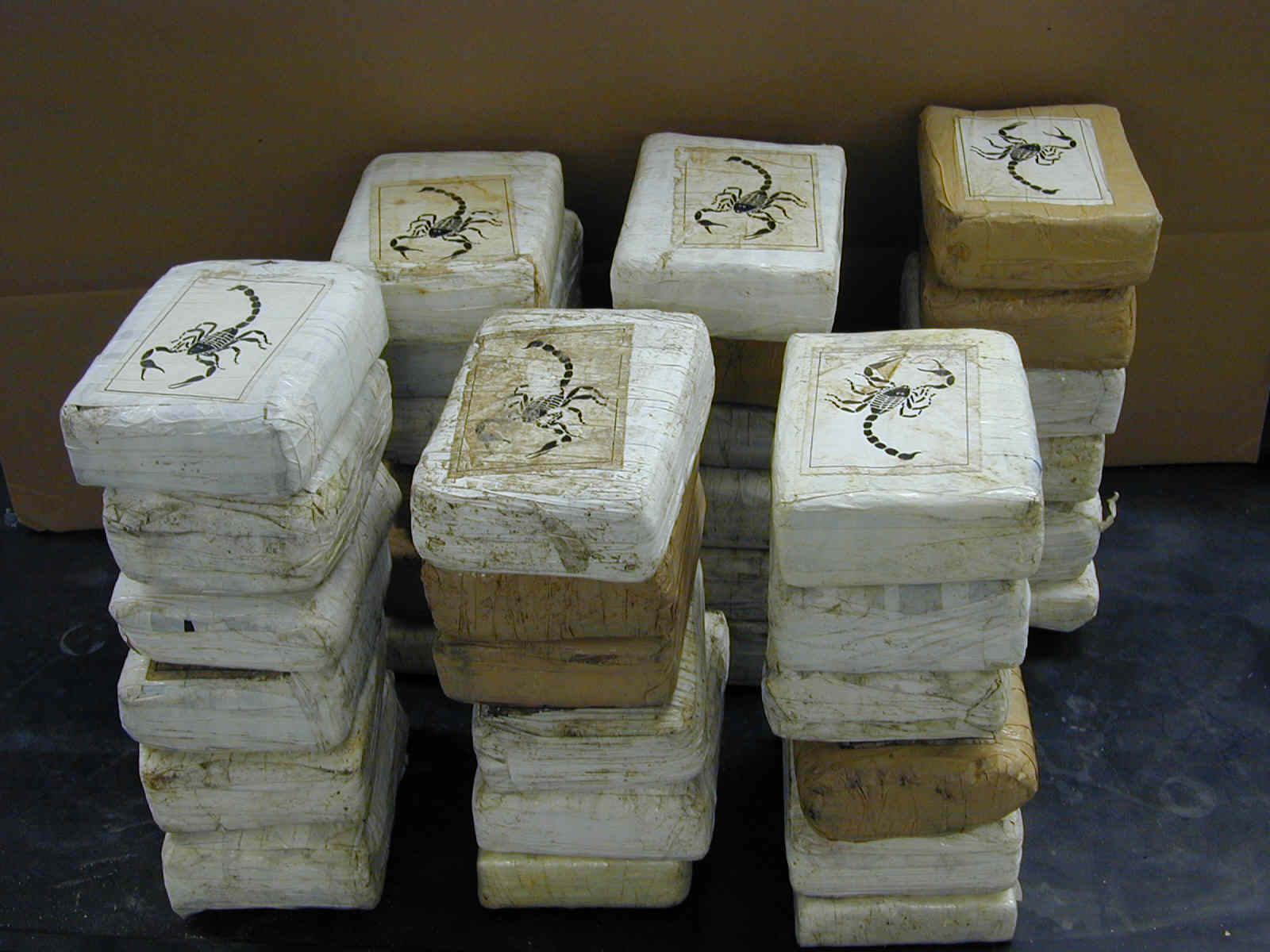
Cocaïne, geconfisqueerd door de DEA. De 'baksteentjes' zijn een gebruikelijke transportvorm bij drugsbendes.

60% van de cocaïne op de markt is afkomstig uit Colombia. Met de cocaïneopbrengst worden onder andere de strijders van de FARC en de paramilitairen gefinancierd. Dit is een van de oorzaken van het voortduren van het binnenlandse conflict. Bovendien brengt de cocateelt en de -opwerking in de Colombiaanse regenwouden aanzienlijke schade toe aan de natuur.
De werking van de drugshandel van Colombia naar Europa blijkt onder meer uit de NarcoFiles, een onderzoeksrapport uit 2023. Nader onderzoek is ook gebeurd door InSight Crime, en bij de overheid door het Europees waarnemingscentrum en door het VN-Bureau voor Drugs en Criminaliteit.

## Geschiedenis
- Het cocaïne-alkaloïde werd voor het eerst geïsoleerd door de Duitse chemicus Friedrich Gaedcke in 1855.
- In 1859 ontwierp Albert Niemann, een doctoraalstudent aan de Universiteit van Göttingen in Duitsland een verbeterd zuiveringsproces. Hij noemt het alkaloïde “cocaïne”.
- In 1879 werd cocaïne voor het eerst gebruikt om een morfineverslaving te verhelpen.
- Cocaïne werd als lokaal anestheticum voor het eerst gebruikt in Duitsland in 1884.
- In 1884 schreef Sigmund Freud het artikel Über Coca, waar hij het therapeutische gebruik van cocaïne beschrijft.[32]
- In 1885 verkocht Parke-Davis in de VS cocaïne in diverse vormen, waaronder sigaretten, poeder, en zelfs een cocaïnemengsel dat direct in een ader gespoten kon worden met de bijgesloten naald.
- In 1886 werd Coca-Cola 'uitgevonden', het oorspronkelijke recept bevat cocaïne.[33]
- In het begin van de twintigste eeuw waren de verslavende effecten van cocaïne bij velen bekend, en het probleem van cocaïnemisbruik kreeg politieke aandacht in de VS.
- In 1900 werd de Nederlandsche Cocaïnefabriek opgericht. Vaak wordt gezegd dat de Nederlandsche Cocaïnefabriek de grootste cocaïneproducent ter wereld was. Dit is echter incorrect.[34]
- Rond 1903 werd cocaïne niet langer als direct ingrediënt gebruikt in Coca-Cola (behandelde cocabladeren worden echter nog altijd gebruikt).
- In 1914 werd cocaïne verboden in de VS.
- In de jaren 70 werd cocaïne weer populair als drug. Tot de opkomst van crack werd aangenomen dat de drug onschuldig was.[35] Het Medellín- en Calikartel werden opgericht in Colombia om aan de grote vraag te voldoen.
- Van 1984 tot 1990 was er een crack-epidemie in de VS.
- Eind 1993 werd Pablo Escobar, oprichter van het Medellínkartel, tijdens een vuurgevecht doodgeschoten door de Colombiaanse politie. Het Calikartel nam de leiding over in het cocaïneverkeer.
- In 1995 werd het Calikartel ontmanteld door de Colombiaanse politie, waarna het Norte del Valle-kartel werd opgericht.
- Tegenwoordig is cocaïne de op een na populairste illegale drug in de VS (cannabis is nummer 1), en heeft de hoogste totale straatwaarde, meer dan 35 miljard dollar in 2003.

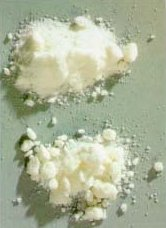
Cocaïnepoeder

## Prijs en kwaliteit
Een gram cocaïne kost in Nederland tussen de 40 en 80 euro. De kwaliteit is erg verschillend; vaak is de cocaïne versneden. In 2007 was de gemiddelde hoeveelheid aangetroffen cocaïne 57% (gewichtsprocenten). Ter vergelijking: De meest pure vorm van cocaïnepoeder bevat 89,3 procent.
In België varieert de prijs tussen de 50 en 80 euro per gram.
De kwaliteit is over het algemeen genomen redelijk, al wordt veel cocaïne versneden met lokaal verdovende of 'onschuldige' niet-werkende stoffen zoals bakpoeder of melkpoeder. In 2009 stemde de Belgische minister van volksgezondheid Laurette Onkelinx in met een controversieel proefproject om druggebruikers hun drugs gratis te laten testen op de kwaliteit.

## Gebruik
In 2005 gebruikten in Europa naar schatting 4,5 miljoen burgers cocaïne. Cocaïne is daarmee na cannabis, nicotine en alcohol de populairste drug in Europa.
Nederlands medisch antropoloog en socioloog Claire Sterk heeft invloedrijk onderzoek gedaan naar de oorzaken en gezondheidsrisico's van cocaïnegebruik onder sekswerkers in Europese en Noord-Amerikaanse steden.